# Xie Daoyun

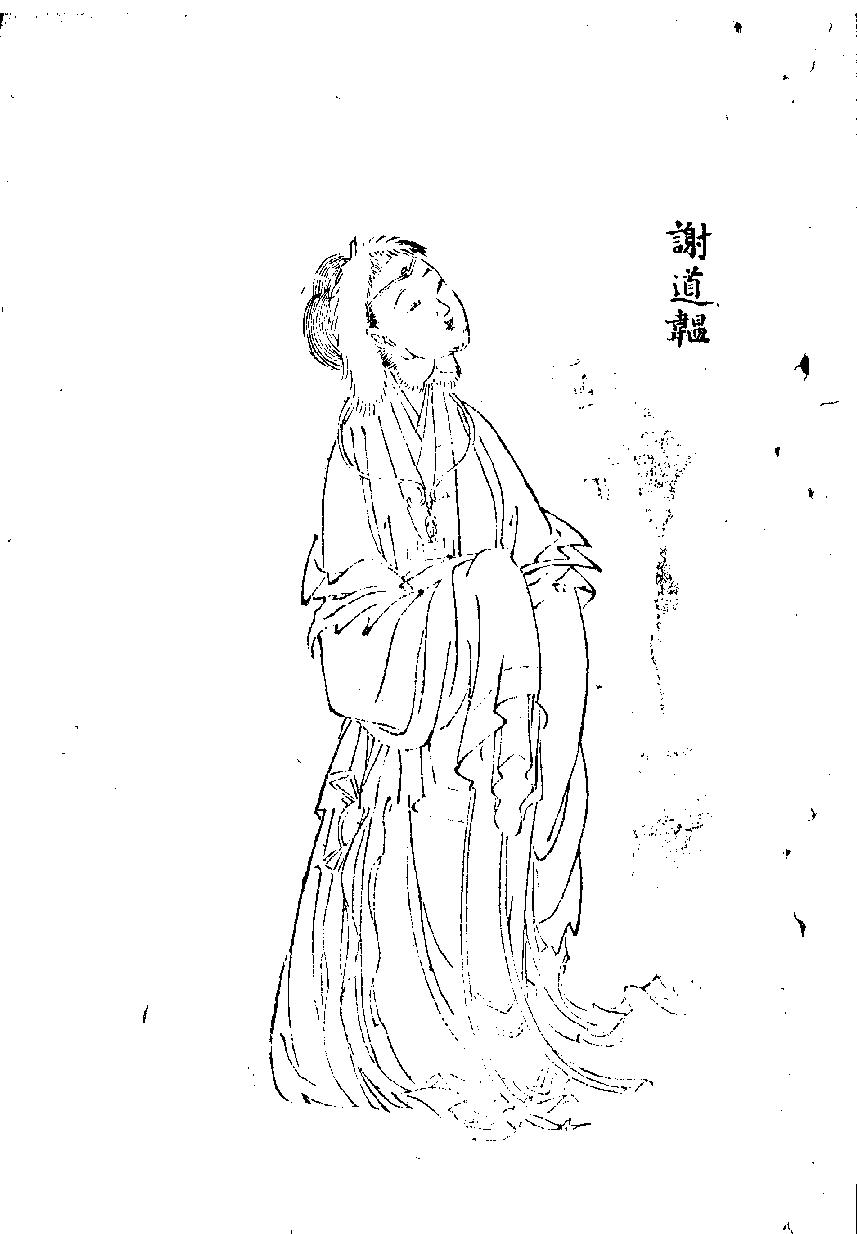

Xie Daoyun (謝道韞, vor 340 – nach 399) war eine chinesische Dichterin und Schriftstellerin der östlichen Jin-Dynastie.
Xie Daoyun wurde im Landkreis Yangxia in Henan geboren. Sie gehörte dem Xie-Clan an und war eine Schwester des Generals Xie Xuan und auch die Lieblingsnichte von Premierminister Xie An. Ihr Vater war Xie Yi (謝奕), und verheiratet mit Wang Ningzhi (王凝之), dem Sohn Wang Xizhis.
Das Buch Jin Shu hat eine Biographie von ihr. Dieses Buch besagt, dass ihre Arbeit bei ihren Zeitgenossen beliebt war. Sie wurde während ihrer Zeit und in späteren Dynastien als Symbol für weibliches Talent angesehen. Die Drei-Zeichen-Klassiker erzählt die Geschichte von ihr und ein musikalisches Stück aus der Ming-Dynastie handelt von Xie Daoyun und ihrem Onkel Xie An.
| Personendaten    | Personendaten                                                         |
| ---------------- | --------------------------------------------------------------------- |
| NAME             | Xie, Daoyun                                                           |
| KURZBESCHREIBUNG | chinesische Dichterin und Schriftstellerin der östlichen Jin-Dynastie |
| GEBURTSDATUM     | vor 340                                                               |
| STERBEDATUM      | nach 399                                                              |